# Hojšín (Svatý Jan)
Hojšín je vesnice, část obce Svatý Jan v okrese Příbram ve Středočeském kraji. Nachází se asi 3,5 kilometru severozápadně od Svatého Jana. Je zde evidováno 132 adres. V roce 2011 zde trvale žilo 67 obyvatel.
Hojšín je také název katastrálního území o rozloze 1,95 km². V katastrálním území Hojšín leží i jižní část chatařské osady Roviště.

## Historie
První písemná zmínka o vesnici pochází z roku 1618.

## Obyvatelstvo
| Rok            | 1869 | 1880 | 1890 | 1900 | 1910 | 1921 | 1930 | 1950 | 1961 | 1970 | 1980 | 1991 | 2001 | 2011 | 2021 |
| -------------- | ---- | ---- | ---- | ---- | ---- | ---- | ---- | ---- | ---- | ---- | ---- | ---- | ---- | ---- | ---- |
| Počet obyvatel | 184  | 172  | 203  | 203  | 155  | 140  | 145  | 109  | 105  | 99   | 86   | 70   | 54   | 67   | 64   |
| Počet domů     | 23   | 24   | 29   | 29   | 29   | 29   | 29   | 29   | 29   | 26   | 26   | 27   | 28   | 38   | 42   |

## Osobnosti
- Rudolf Faktor (1892–1918) byl československý legionář, desátník 1. roty 21. střeleckého pluku. V srbské armádě od 13. března 1917, v československém vojsku od 29. května 1918. Zemřel 16. listopadu 1918 v záložní nemocnici č. 13 v Bussy le Chateau následkem nemoci. Pohřben v Bussy le Chateau, Francie, Jonchery-sur-Suippe.[9]

## Přírodní zajímavosti
Na katastrálním území Hojšína se na pravém břehu Vltavy nacházejí žulové skály, označované stejně jako nedaleká chatařská osada Roviště.Skalní stěna, tyčící se nad hladinou Slapské přehrady, je jednou ze známých horolezeckých lokalit, které se nacházejí v tomto regionu. V oblasti Roviště je evidováno zhruba osm desítek lezeckých cest od stupně 3 až po 11+ na stupnici obtížnosti UIAA.

## Galerie

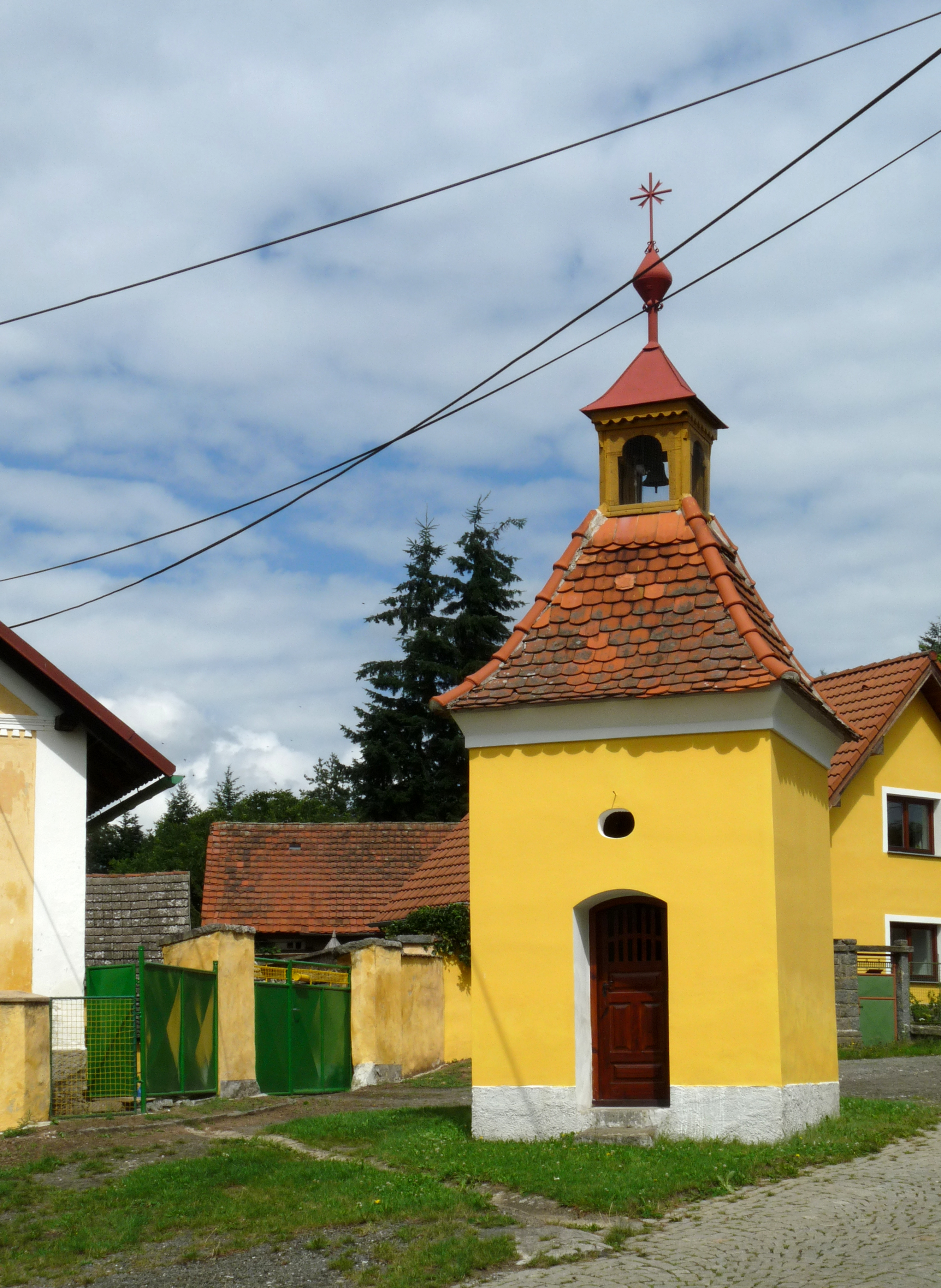
Kaple
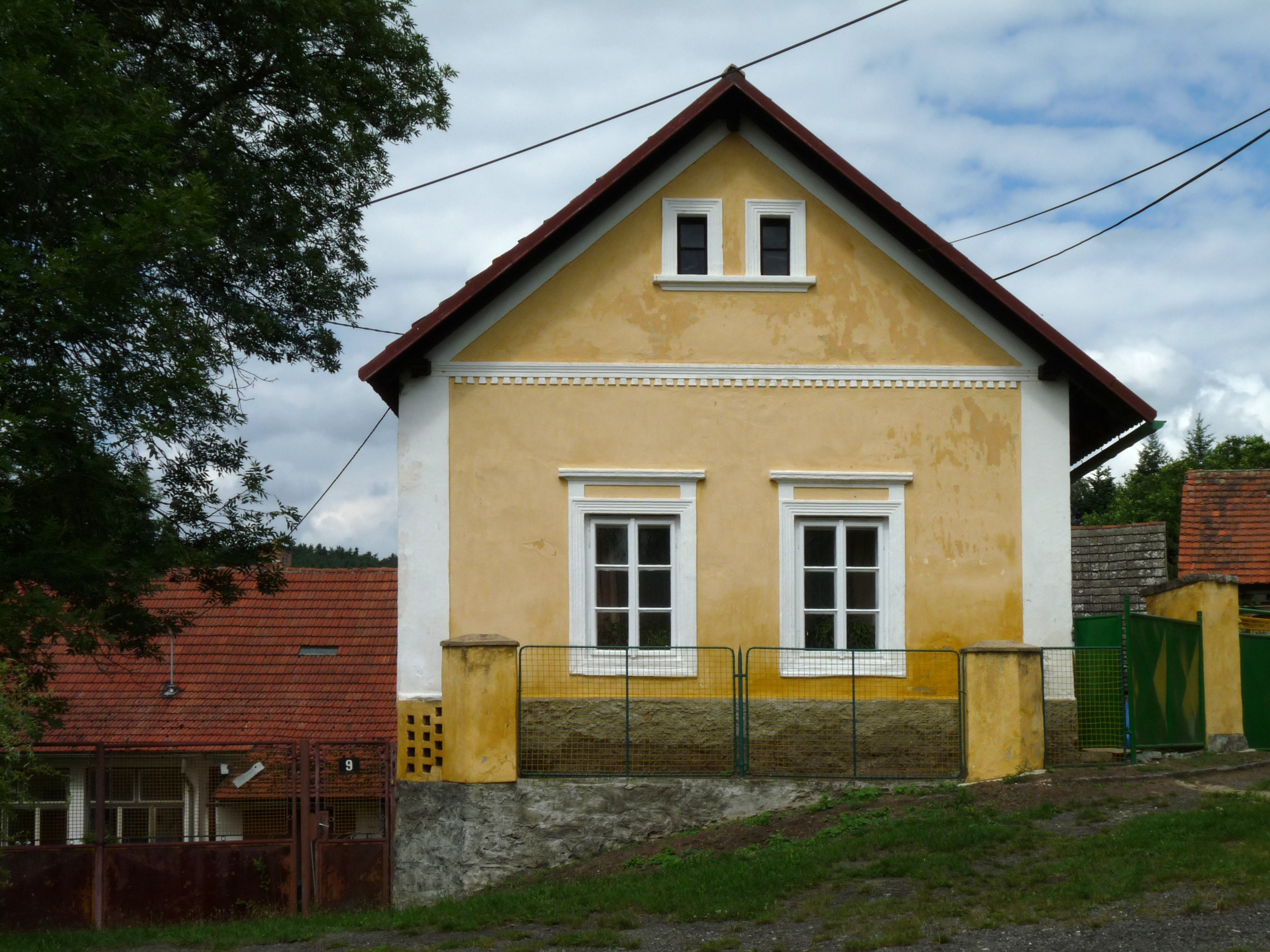
Dům čp. 8
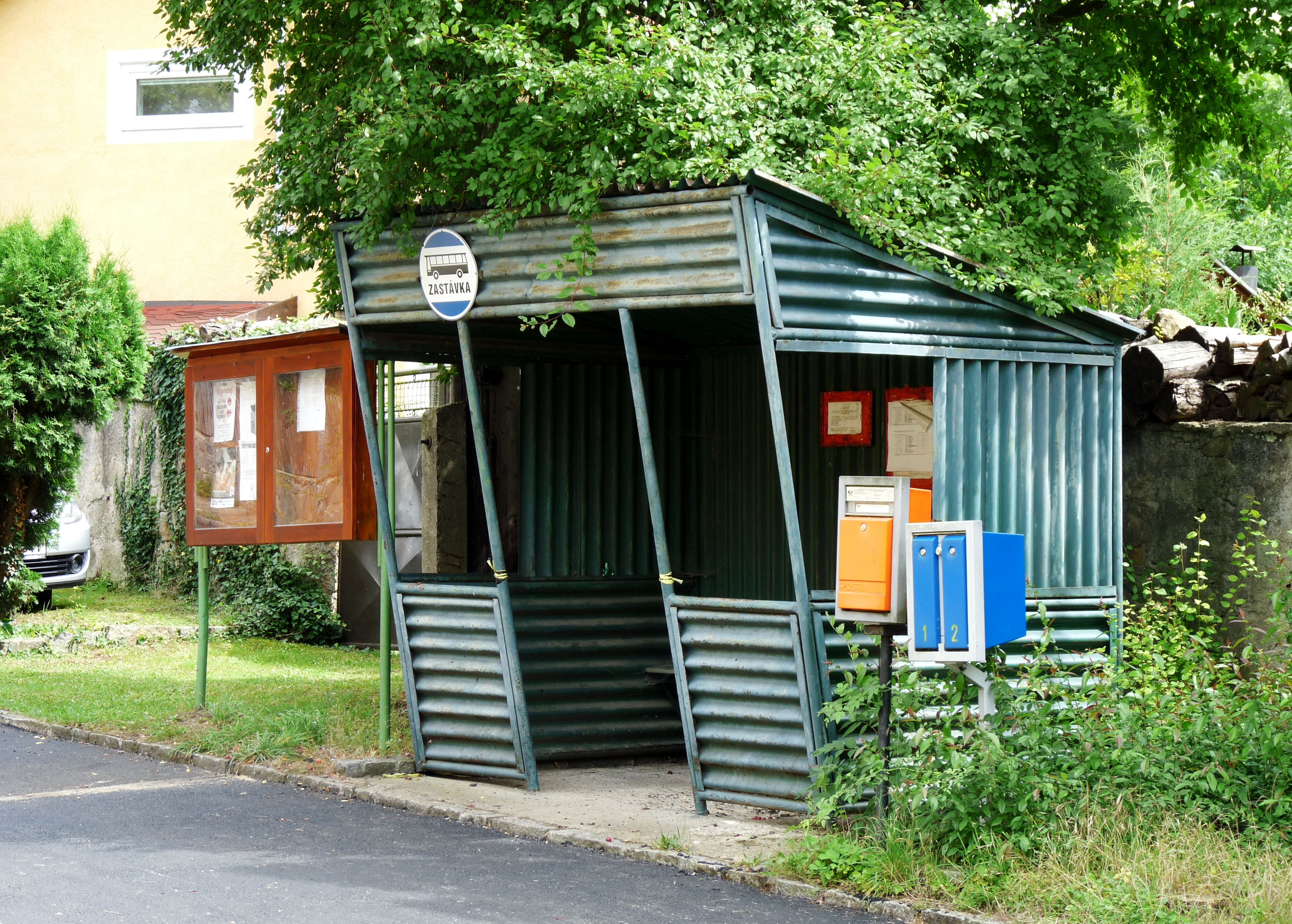
Autobusová zastávka
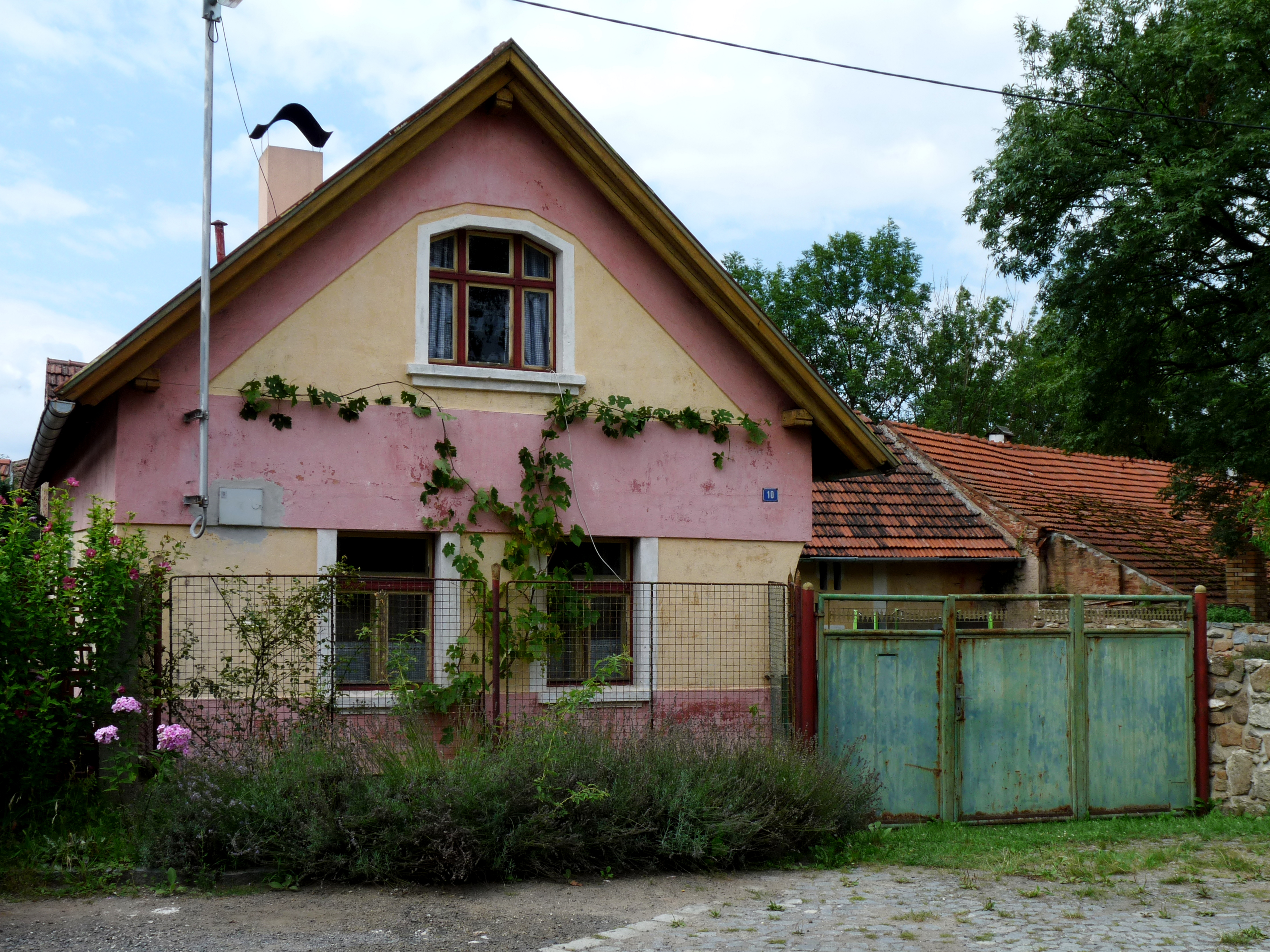
Dům čp. 10